# Jindřichov (Bruntáli járás)
Jindřichov település Csehországban, a Bruntáli járásban. Jindřichov Vysoká, Město Albrechtice, Liptaň, Třemešná, Janov és Prudnik településekkel határos. Lakosainak száma 1148 fő (2024. január 1.).

## Népesség
A település lakosságának változását az alábbi diagram mutatja:
| Lakosok száma | 3168 | 3105 | 2538 | 1576 | 1635 | 1565 | 1275 | 1235 | 1191 | 1148 |
|               | 1869 | 1890 | 1921 | 1950 | 1980 | 2001 | 2017 | 2019 | 2022 | 2024 |